# Ceadîr-Lunga
Ceadîr-Lunga est une ville de Moldavie, seconde agglomération de la Gagaouzie, région autonome du sud du pays, avec 16 605 habitants en 2014. Elle est également le chef-lieu de l'un des trois arrondissements (dolay) qui composent cette région. Elle est parfois orthographiée Ciadîr Lunga[réf. nécessaire]. La ville se trouve à moins de 10 km de la frontière ukrainienne et à moins de 30 km de la capitale régionale Comrat, située au Nord-Ouest de la ville.

## Toponymie
Le nom « Ceadîr-Lunga », prononcé [ t͡ʃaˈdɨr ˈluŋɡa], est aussi orthographié « Ceadâr-Lunga ». Le nom de la ville en gagaouze est « Çadır-Lunga ». La première partie du nom signifie « Tente » en gagaouze tandis que la deuxième partie du nom fait référence à la rivière Lunga[Laquelle ?] (littéralement « Longue » en roumain)[réf. nécessaire].

## Démographie
| Groupe ethnique | %    |
| --------------- | ---- |
| Gagaouzes       | 77,6 |
| Russes          | 6,8  |
| Ukrainiens      | 8,9  |
| Autres          | 0,1  |

## Personnalités liées
- Nina Karpatchova avocate et femme politique ukrainienne.

## Culture

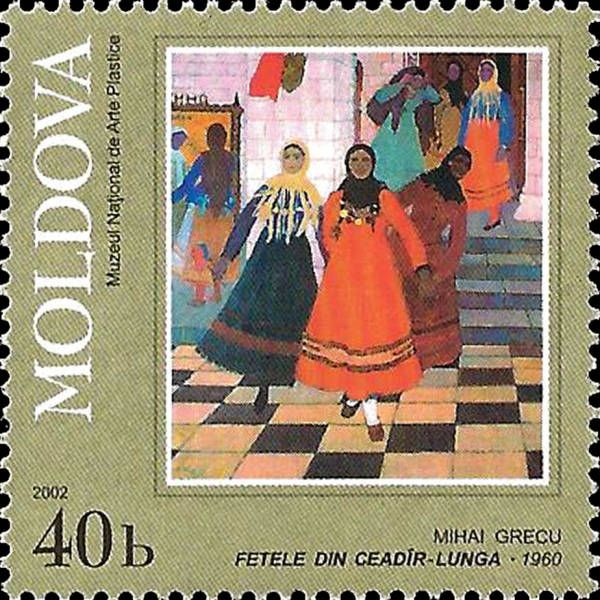
Filles de Ceadâr-Lunga (1960) par Mihai Grecu.
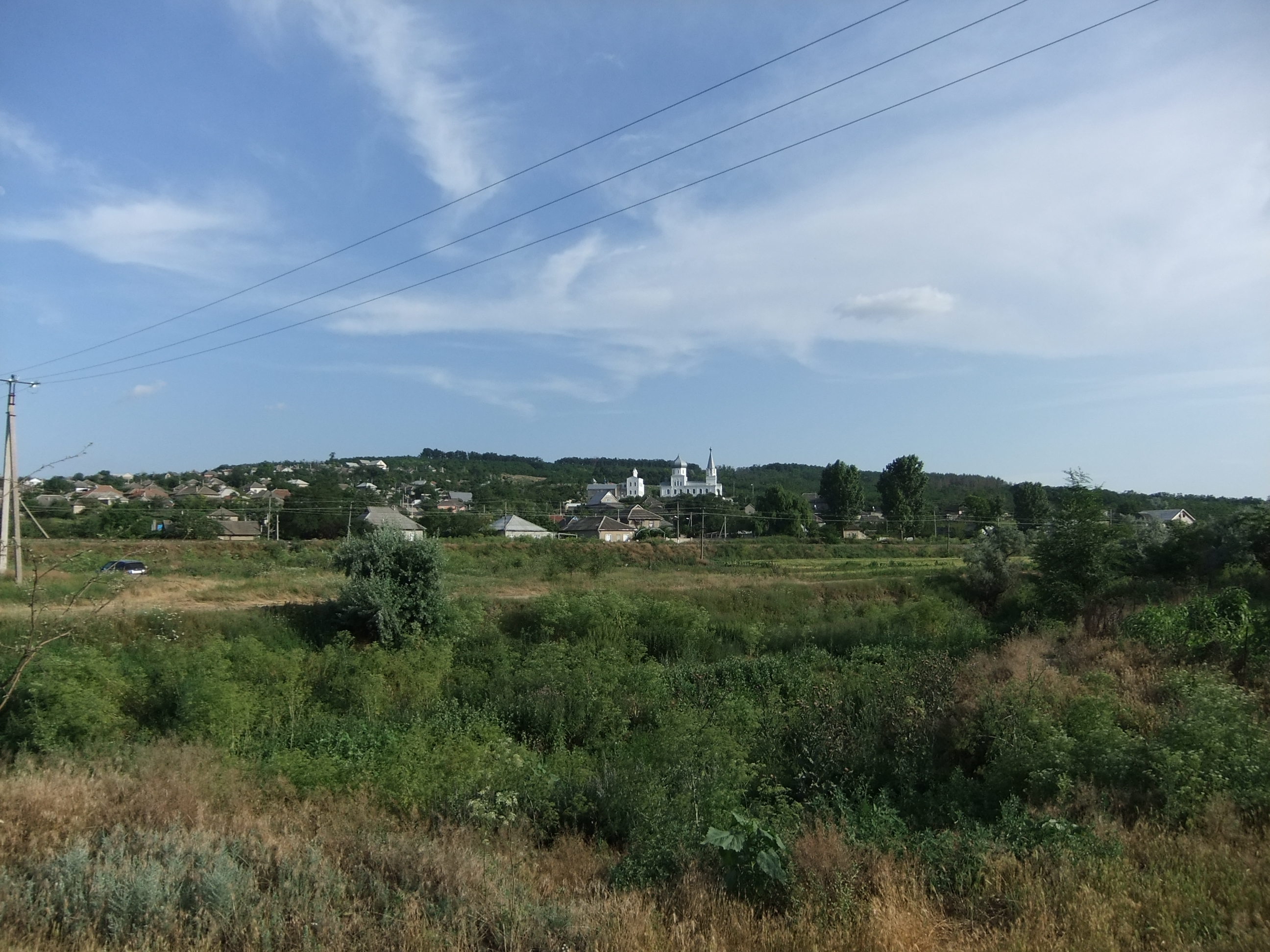
Ceadîr-Lunga, monastère de nonnes.
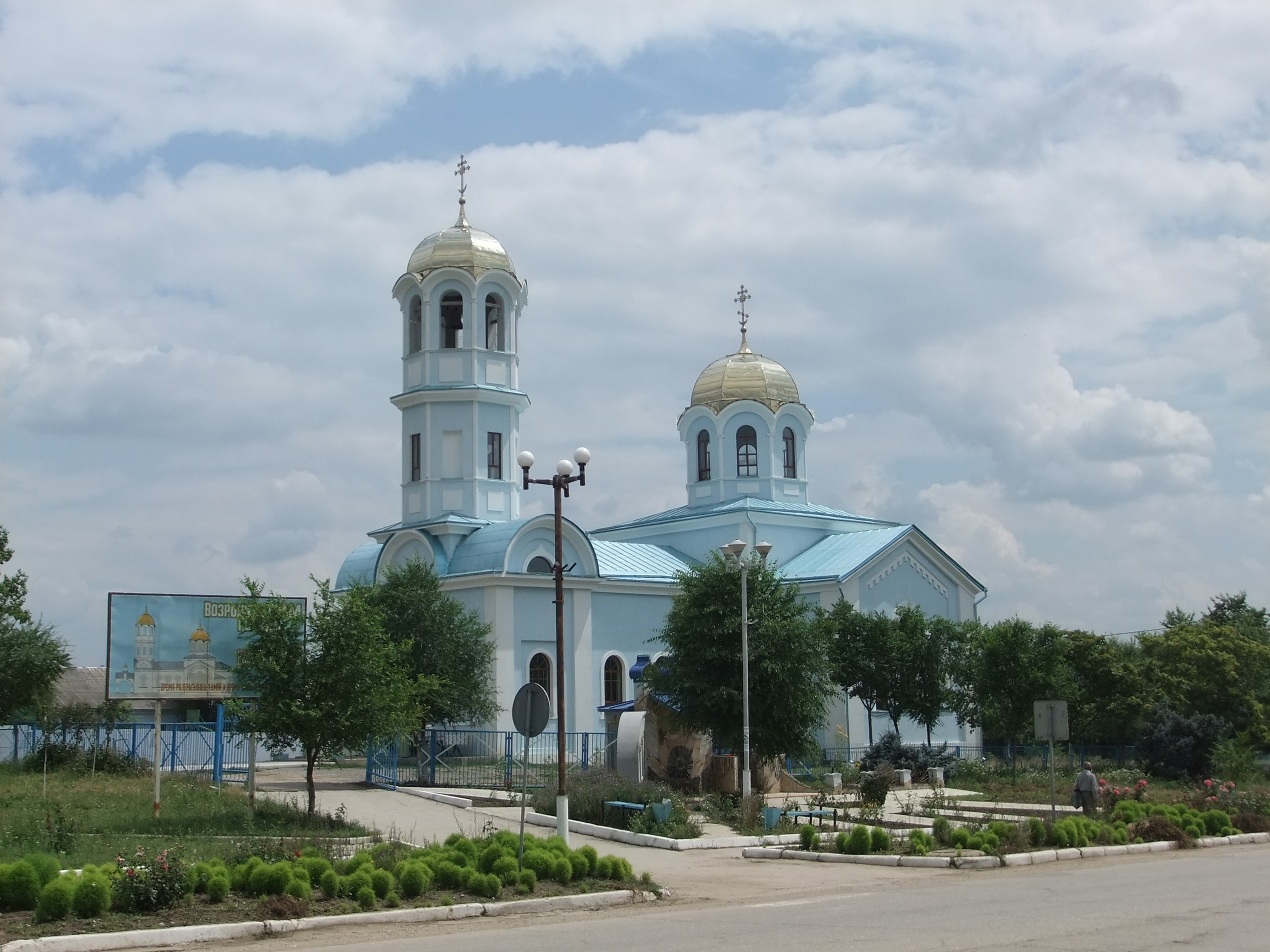
Église dédiée à Notre-Dame de Kazan.